# كولومبا

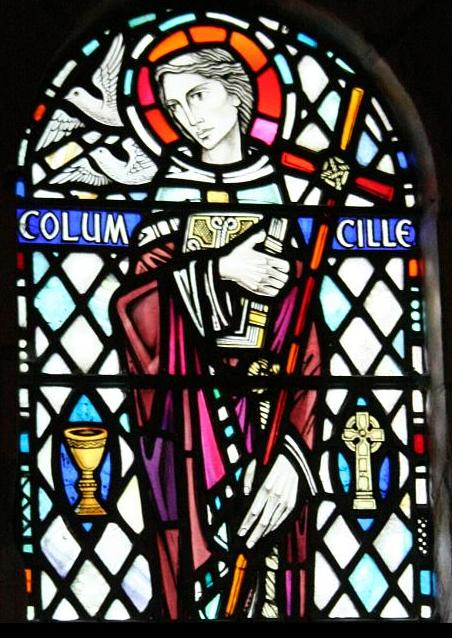
صورة كولومبا على زجاج ملون في كنيسة في أوبان باسكتلندا

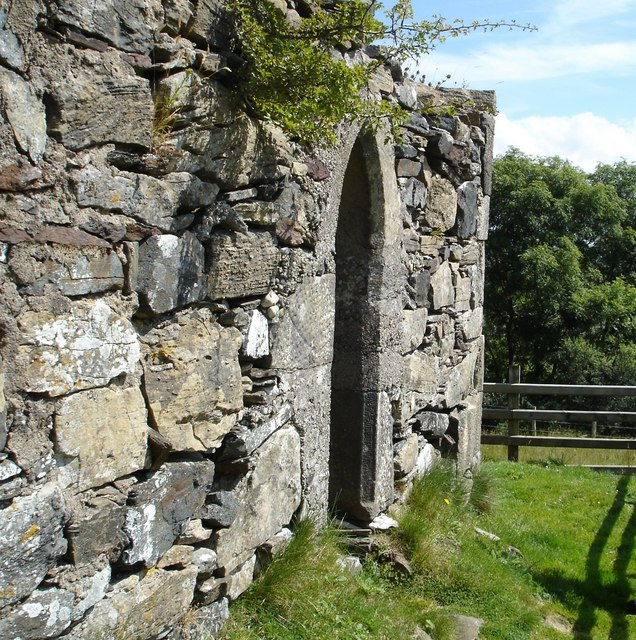
كنيسة كولومبا في موطنه في غارتان، دونيغال

القديس كولومبا (باللاتينية: Columba، واسمه بالأيرلندية: كولم كيل Colm Cille أو "يمامة الكنيسة") هو رئيس دير أيرلندي عرف بأنه المساهم الرئيسي في نشر المسيحية في منطقة اسكتلندا الحالية وبدء البعثة الهايبرنية الاسكتلندية. أسس كولومبا ديرا في جزيرة إيونا، والذي أصبح مركزا دينيا وسياسيا مهما في المنطقة لعدة قرون. نال كولومبا التبجيل في شعوب الغال في دالريادا قبائل البكتيين في اسكتلندا، ويعتبر أحد الشخصيات المؤثرة في التاريخ المسيحي في بريطانيا، كما يعتبر أحد الحواريين الاثنا عشر في أيرلندا.
درس كولومبا على يد عدد من علماء الكنيسة المهمين وأسس العديد من الأديرة في البلاد. وفي حوالي العام 563، عبر هو ورفاقه البحر نحو اسكتلندا قبل أن يستقر في جزيرة أيونا، والتي كانت وقتها جزءا من مملكة دالريادا، وهناك أسس الدير الذي نشر منه الكاثوليكية في بين الممالك البكتية الوثنية. ظل نشطا في السياسة الأيرلندية رغم أنه قضى أغلب حياته في اسكتلندا. نسبت إليه ثلاثة أناشيد باللاتينية القروسطية المبكرة.

## بدايات حياته
ولد كولومبا في 7 ديسمبر 521، ويحتمل أن يكون مولده في غارتان في مقاطعة دونيجال. أبوه فيدليميد كان من عائلة ملكية في أيرلندا وكان لها تحالف مباشر مع عائلة أرغيل في دالريادا. أمه تدعى إيثيني وكان أصلها من لاينستر وهي منحدرة من ملوك الإقليم. فكان له نفوذ كبير بفضل هذه الصلات القوية. وتقول سير تالية عنه بأنه كان يدعى كريمثان (الثعلب)، ويرى الأسقف وليام ريفز (1815 - 1892) بأنه لربما كان عنده اسمان أولهما اسمه المسيحي والآخر اسمه العلماني.

## دخول الرهبنة
كان معروفا باسم كولومكيل (أو يمامة الكنيسة بالأيرلندية) أو كولومبا الكنسي (وتعني اليمامة باللاتينية) لتمييزه عن آخرين بنفس الاسم. وأثناء سنواته الأولى شهدت الكنيسة الأيرلندية إصلاحات على يد غيلداس وفينيان من كلونارد، وأسس أديرة عديدة جعلت أيرلندا مشهورة كمركز للعلم. كما درس كولومبا نفسه تحت إشراف اثنين من أهم المعلمين الكنسيين الأيرلنديين في زمنه، هما فينيان من موفيل (على رأس بحيرة سترانغفورد) وفينيان من كلونارد. اعتنق الحياة الرهبانية، وتم تعيينه شماسا بينما كان في موفيل، وبعد ذلك ترقى إلى الكهانة عندما كان بعمر ثلاثين سنة تقريبا. وأثناء سكنه في أيرلندا أسس ديرين مشهورين بالإضافة إلى عدد من الكنائس، أحد الديرين اسمه داير كالغايخ في ديري على ضفاف بحيرة فويل، والآخر داير ماغ في دورو في مقاطعة أوفالي.

## تنصير البكتيين
في عام 563 ترك بلده ومعه اثني عشر تلميذا، وذهب في مهمة تبشيرية إلى شمال بريطانيا، حيث يحتمل أنه ذهب بدعوة من قريبه كونال ملك دالريادا. وتظهر السجلات الأيرلندية بأنه تعهد بهذه المهمة كنتيجة للوم الملقى عليه من قبل رجال الدين بعد معركة كولدريفني؛ لكن هذه القصة مخترعة على الأغلب. تعتبر أعماله في اسكتلندا كتجلي للروح التبشيرية التي تشبع بها العديد من مواطنيه. أسس كولومبا مركزا له على جزيرة هاي أو أيونا، حيث نصب كنيسة وديرا. وفي حوالي سنة 565 وضع على عاتقه مهمة تنصير مملكة البكتيين الشماليين الوثنية. وعبر إلى أرض اسكتلندا ومضى إلى سكن برود ملك البكتيين على ضفاف لوخ نيس. وتمكن من تنصير الملك والعديد من أتباعه بالإقناع، ذكرت كتب سيرته أنه قام بالمعجزات.

## أعماله
التفاصيل الدقيقة عن حياته وأعماله مجهولة في ما عدا بضعة حالات، أو أنها حجبت بالمبالغة والخيال؛ لكن من المؤكد بأن كل شمال اسكتلندا كان قد تنصر بفضل كولومبا، وقد بنى العديد من الأديرة ووضع بها تلاميذه وزود الناس بالتعاليم الدينية. وكرم دير أيونا كبيت أم لكل هذه المؤسسات، وكان رؤساء أديرته مطاعين كالحكام الدينيين الرئيسيين لأمة البكتيين الشماليين كلها. وقتها لم تكن هناك أبرشيات ولا رعيات في أيرلندا واسكتلندا الكلتية؛ وبحكم قوانين كولومبا فقد كان الأساقفة بأنفسهم خاضعين لسلطة رؤساء أديرة آيونا، والذين كانوا قساوسة فقط مثل مؤسس جماعتهم. وفي أمور الطقوس فقد توافقوا مع الكنيسة الغربية في القارة إلا في بضعة مفردات مثل الوقت الدقيق لإقامة عيد الفصح وأسلوب حلق الرأس.

## التكريم
تلقى كولومبا التكريم من مواطنيه الاسكتلنديين في بريطانيا وأيرلندا، بقدر ما كرمه المتنصرون من البكتيين، وفي شخصيته كحاكم كنسي سلم البركة والتنصيب الرسمي إلى أيدان ماك غابرين وريث كونال كملك للاسكتلنديين. ورافق ذلك الأمير إلى أيرلندا في عام 575، وأخذ دورا قياديا في مجلس عقد في درومكيات في ألستر، الذي قرر بشكل نهائي موقع ملك دالريادا فيما يتعلق بحكم أيرلندا. ويظهر بأن كولومبا أمضى السنوات الأخيرة من حياته في آيونا. وهناك تم توقيره كقديس، ورغم أن مقدار المصداقية التي قد تعطي للقصص التي ذكرها من كتبوا سيرته، فلا شك أنه امتلك نفوذا كبيرا في السياسة والدين.

## وفاته
في صيف العام 597 عرف كولومبا بأن نهايته كانت قريبة. وفي يوم السبت 8 يونيو صعد إلى تل صغير فوق الدير بمساعدة أحد رهبانه ليعطي بركاته الوداعية. وعاد إلى حجرته حيث استمر العمل الذي كان منشغلا به في نسخ سفر المزامير. بعد أن أنهى الجزء الرابع والثلاثين حيث كتب، "وأما طالبو الرب فلا يعوزهم شيء من الخير"، وقال عندها "هنا يجب أن أتوقف: وما يتلو هذا ليكتبه بايثن"؛ في إشارة كما يُعتقد لأمنيته بأن يخلفه قريبه بايثن كرئيس للدير. وكان حاضرا في المساء عند الكنيسة، وعندما قرع جرس منتصف الليل للقداس الليلي في وقت مبكر من صباح الأحد ذهب ثانية إلى هناك بلا مساعد، ولكنه انهار عند المذبح وتوفى.
كانت وفاته يوم الأحد 9 يونيو 597 عن عمر 75 عاما. وهذا اليوم أصبح عيدا له يكرم فيه.

## أعمال عن كولومبا
ينسب إلى كولومبا تأليف عدة قصائد أيرلندية، لكن يظهر من تراكيبها ونظمها أنها ترجع لعصور تالية. ولكن يمكن أن تنسب إليه ثلاثة تراتيل لاتينية مع درجات من المصداقية.
المواد الأصلية عن حياة القديس كولومبا كاملة. أقدم سيرة عنه كتبت أحد ورثته ويدعى كومينيوس، والذي أصبح رئيس دير آيونا في عام 657. وأهم توسعة للسيرة كانت في عمل بقلم أدامنان، الذي أصبح رئيس دير آيونا في عام 679. وهذه القصص مكملة بالملخص لكن أكثر الملاحظات الثمينة أعطها المؤرخ الإنكليزي بيد.

## روابط خارجية
- كولومبا على موقع الموسوعة البريطانية (الإنجليزية)
- كولومبا على موقع ميوزك برينز (الإنجليزية)
- كولومبا على موقع إن إن دي بي (الإنجليزية)